# Instituto Superior de Arte Dramático
El Instituto Superior de Arte Dramático (en árabe: 'المعهد العالي للفنون المسرحية'‎) fue fundado en Damasco, Siria en 1977 por varios académicos, tales como Saadallah Wannous. 
El Instituto anunció una nueva fase en el desarrollo del teatro y de los estudios dramáticos en Siria, que comenzó con la preparación de la próxima generación de actores sobre una base académica. El Instituto incluye tres departamentos: Actuación, Crítica teatral y Arte dramático.
El Instituto ha logrado rápidamente dejar su huella en el teatro y la escena de las artes dramáticas con presentaciones de clase mundial que se presentan en Kuwait, Egipto, Jordania, Líbano, Alemania y muchos otros.

## Afiliaciones
Las condiciones de afiliación exijen que el solicitante debe haber obtenido un diploma de escuela media y la edad no exceda de 22 años; y, pasar una competencia con escenas representativas y algunos otros exámenes, como una sección de poemas; y, guionado de historias; y, la forma física.

## Incorporaciones
El Instituto Superior de Arte Dramático se estableció en Damasco en 1977, después del acuerdo de un grupo de intelectuales y académicos sirios, como Ghassan al-Maleh y Saadallah Wannous, Fawaz Sager con el Dr. Nabil Borer y la Da. Hanan Kassab Hassan y Dimara Elias sobre el establecimiento de una academia cultural, como institución universitaria que prepararía estudiantes para la licenciatura en artes escénicas en diversos departamentos especializados, brindando oportunidades para estudios de posgrado e investigación científica en estudios teatrales, además de cursos especializados para los trabajadores en el campo de las artes escénicas y para aquellos interesados en ellos. Con sede en Damasco, Siria, su objetivo de graduarse de especialistas en diversas ramas de las artes teatrales para lograr la reactivación de la obra siria original. Anteriormente solo había una sección de crítica de representación, música y teatro, y recientemente se agregaron nuevas secciones.

## Historia
El Instituto fue en un principio consistió en secciones de representación, crítica, literatura; y, el teatro y luego se expandió y diversificó sus divisiones. Fue trasladado desde su cuartel destruido en la Plaza de los Omeyas en Damasco, en 1990, para convertirse en la arquitectura más expansiva y artística en su estilo.
El músico, y fallecido fundador de la "Orquesta Sinfónica Nacional" de Siria, Solhi Al-Wadi, en el 93.er Decanato de esta institución, que consistía en los: Instituto Superior de Música y el Instituto del Teatro Boqsama que variaban con técnicas de diseño, con secciones de representación, crítica, ballet; o, la danza expresionista.
En la actualidad está planeado, que el Instituto complete sus secciones para agregar la "tecnología teatral" y la sección de "plataforma de gestión".
La orientación de la enseñanza en el Instituto hoy en día hacia la especialización multidisciplinaria, como en el cuarto año del estudio de la representación, por ejemplo, la competencia del producto.
Y así sucesivamente para los estudiantes de teatro / crítica previamente estudios / que están sujetos a verbal y por escrito Amthanin permanecer cultura avanzada y la posesión de la redacción del ensayo y el análisis crítico de la lengua y de prensa.
Las licenciaturas que da el Instituto se gradúa como certificados equivalente de primera clase a un título de la universidad en el tráfico de administración en el trabajo de nivel y se une a los graduados del Instituto automáticamente a la asociación de los artistas, además de la concesión de beneficios a talentos, tales como la colaboración con el Estado francés, por el cual fueron invitados los primeros graduados al Festival de Aviñón como recompensa promocional.
El Ministerio de Educación Superior y el Ministerio de Educación otorgan becas anuales para enviar a los estudiantes que desean completar su educación superior en el extranjero, además de la concesión de los centros culturales extranjeros del Instituto Cultural Francés como el Instituto Goethe alemán y el Consejo Británico.
La ampliación del instituto por el creciente número de estudiantes y la complejidad de sus divisiones para desarrollar tanto nuevos ballets de estudiantes, salas que contienen archivos de películas y tecnologías de audio para las distintas secciones de escucha.
El instituto atribuyó el crecimiento a la floreciente industria del drama teatral en diversas formas de teatro y televisión en Siria, lo que ha llevado a la creciente demanda de los jóvenes a unirse a él.
En 2020, el antiguo profesor del Instituto, Ziad Adwan, publicó un estudio entitulado The Place of Intellectuals: The Higher Institute of Dramatic Arts in Damascus between Dictatorship and the Market".